# A2Hb (Inschrift)
A2Hb ist die Abkürzung einer Inschrift von Artaxerxes II. (A2). Sie wurde in Hamadan (H) entdeckt und von der Wissenschaft mit einem Index (b) versehen. Die Inschrift liegt in altpersischer Sprache vor. Der Fundort ist unbestätigt.

## Inhalt
„Diesen Apadana mit steinerner Säule(nausstattung) hat Artaxerxes, der große König errichtet, der des Königs Dareios Sohn (ist), ein Achaimenide. Mitra soll … schützen …!“

„Deutsche Übersetzung von der altpersischen Sprachversion“

## Standort
Die Inschrift wurde auf einem Bauteil des Artaxerxes II. in Hamadan gefunden und befindet sich heute im Iranischen Nationalmuseum in Teheran. Der Fundort ist unbelegt.
Der Inschriftenträger ist ein schwarzer Blockstein aus einem architektonischen Zusammenhang. Das aus einem Stein gehauene Bauteil ist der Unterbau einer Säule und besteht aus Stylobat-ähnlicher Stufe, Plinthe und Basis. Die untere Stufe weist einen quadratischen Grundriss mit 93 cm Seitenlänge auf und ist 27 cm hoch. Die darüberliegende Plinthe ist ebenfalls ein Quadrat mit einer Seitenlänge von 73 cm und einer Höhe von 17 cm. Die Basis hat einen Durchmesser von 72 cm und eine Höhe von 15 cm. Die Inschrift ist auf der Oberseite der unteren Stufe seitlich außermittig angebracht und einzeilig.

## Forschungsgeschichte
Das Säulenfragment wurde von Ernst Herzfeld 1926 nach eigenen Angaben in Hamadan gefunden und 1928–1929 veröffentlicht. 1935 gelangte es ins Iranische Nationalmuseum in Teheran. Eine Zusammenstellung aller Forschungsberichte seit Beginn des 19. Jahrhunderts und archäologische Ausgrabungen neueren Datums in Hamadan haben keine Hinweise auf Säulenbasen aus der Achämenidenzeit oder einen Apadana des Artaxerxes II. ergeben. Die Herkunft der Inschrift wird zwar unbestritten diesem König zugerechnet, aber der Fundort der Inschrift bleibt unbewiesen.

## Rezeption
Das Besondere an dieser Inschrift ist das Fehlen der Anrufung von Ahuramazdā und Anāhitā. Es wird nur Mitra aufgeführt. Die Belege für Anāhitā von Artaxerxes II. stammen alle aus Susa (siehe dazu A2Sa und A2Sd). Abgesehen vom Fehlen von Ahuramazdā wift Amélie Kuhrt deshalb die Frage auf, ob Anāhitā eventuell nur mit der Stadt Susa verbunden war und keiner anderer.